# Random Axe
Random Axe – jedyny studyjny album zespołu Random Axe, skład którego tworzyli producent muzyczny Black Milk i raperzy Guilty Simpson oraz Sean Price. Światowa premiera odbyła się 14 czerwca 2011 roku. Wydawnictwo ukazało się nakładem wytwórni Buckshota – Duck Down Music Za produkcję wszystkich utworów na płycie odpowiedzialny był Black Milk. Natomiast wśród gości pojawili się Roc Marciano, Danny Brown, Fat Ray, Melanie Rutherford, Rock, Trick-Trick i Fatt Father.
Album zadebiutował na 83. miejscu amerykańskiej listy sprzedaży Billboard 200.

## Lista utworów
| Nr  | Tytuł utworu                                           | Autor tekstu                            | Długość |
| --- | ------------------------------------------------------ | --------------------------------------- | ------- |
| 1.  | „Zoo Drugs” (Instrumental)                             | Curtis Cross                            | 0:49    |
| 2.  | „Random Call”                                          | Cross, Sean Price, Byron Simpson        | 4:14    |
| 3.  | „Black Ops” (gości. Fat Ray)                           | Cross, Price, Simpson                   | 3:04    |
| 4.  | „Chewbacca” (gości. Roc Marciano)                      | Cross, Price, Simpson                   | 4:06    |
| 5.  | „The Hex”                                              | Cross, Price, Simpson                   | 3:03    |
| 6.  | „Understand This”                                      | Cross, Price, Simpson                   | 2:17    |
| 7.  | „Everybody, Nobody, Somebody”                          | Cross, Price, Simpson                   | 3:32    |
| 8.  | „Jahphy Joe” (gości. Melanie Rutherford & Danny Brown) | Cross, Price, Daniel Sewell, Simpson    | 3:43    |
| 9.  | „The Karate Kid” (solo Seana Price'a)                  | Cross, Price                            | 1:02    |
| 10. | „Never Back Down” (solo Guiltiego Simpson)             | Cross, Simpson                          | 1:50    |
| 11. | „Monster Babies”                                       | Cross, Price, Simpson                   | 4:05    |
| 12. | „Shirley C” (gości. Fatt Father)                       | Cross, Price, Simpson, S. Ford          | 3:26    |
| 13. | „Another One” (gości. Rock & Trick-Trick)              | Cross, Christian Mathis, Price, Simpson | 3:17    |
| 14. | „4 in the Box” (solo Guiltiego Simpsona)               | Cross, Simpson                          | 1:32    |
| 15. | „Outro Smoutro” (Instrumental)                         | Cross                                   | 1:27    |
|     |                                                        |                                         | 41:27   |